# Deutsche Volleyball-Bundesliga 2000/01 (Männer)
Die Saison 2000/01 der Volleyball-Bundesliga war die siebenundzwanzigste Ausgabe dieses Wettbewerbs. Der VfB Friedrichshafen wurde zum vierten Mal in Folge Deutscher Meister. Eintracht Innova Berlin und Moers mussten absteigen.

## Mannschaften
In dieser Saison spielten folgende zehn Mannschaften in der Bundesliga:
- Eintracht Innova Berlin
- SCC Berlin
- ASV Dachau
- Dürener TV
- VfB Friedrichshafen
- VV Leipzig
- VC Eintracht Mendig
- Moerser SC
- TSV Unterhaching
- SV Bayer Wuppertal

## Ergebnisse
Nach der Hauptrunde gab es eine Playoff-Runde, um den neuen Meister zu ermitteln.

### Hauptrunde
|     | Verein                  | Punkte | Sätze |
| --- | ----------------------- | ------ | ----- |
| 1.  | Friedrichshafen         | 34:2   | 52:15 |
| 2.  | Wuppertal               | 26:10  | 45:22 |
| 3.  | Düren                   | 24:12  | 42:28 |
| 4.  | Dachau                  | 20:16  | 37:31 |
| 5.  | SCC Berlin              | 20:16  | 37:32 |
| 6.  | Leipzig                 | 18:18  | 34:32 |
| 7.  | Mendig                  | 16:20  | 32:38 |
| 8.  | Unterhaching            | 16:20  | 32:41 |
| 9.  | Eintracht Innova Berlin | 4:32   | 18:50 |
| 10. | Moers                   | 2:34   | 12:52 |

### Play-offs
In den Play-offs setzte sich der VfB Friedrichshafen durch.